# História do chocolate
Este artigo trata da história do chocolate, desde o início do seu cultivo pelas sociedades indígenas pré-colombianas até a atualidade.

## Origem

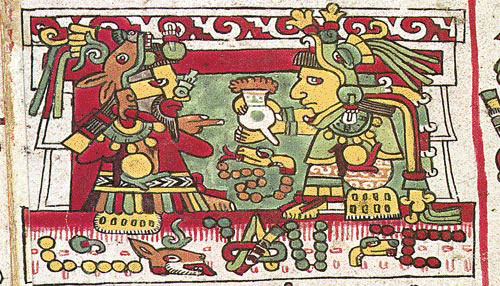
Trecho do Códice Zouche-Nuttall no qual há uma representação de reis da cultura mixteca compartilhando uma bebida de chocolate.

O cacaueiro, é uma planta nativa de uma região que vai do México, passando pela América Central até a região tropical da América do Sul, que vem sendo cultivada por pelo menos três mil anos na região. Os primeiros registros de seu uso datam do período Olmeca. No entanto, existem evidências que indicam cultivo anterior a esse período. Desde sua domesticação o cacau é usado como bebida e, depois, como ingrediente para alimentos. Durante a civilização maia era cultivado e, a partir de suas sementes era feita uma bebida amarga chamada xocoatl, geralmente temperada com baunilha e pimenta. O xocoatl, acreditava-se, combatia o cansaço além de ser afrodisíaco.

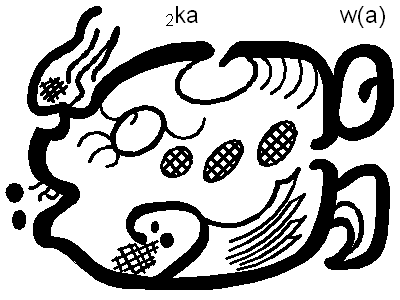
Kakaw ('cacau') escrito na língua maia. A palavra foi descrita de diversas outras maneiras nos antigos textos maias.

Alguns dos vestígios mais antigos de uma plantação de cacau foi datado de 1150 a 1400 a.C., tendo sido encontrado em Puerto Escondido, localidade do Departamento de Cortés, em Honduras. Pelo tipo de recipiente encontrado e pela análise de seu conteúdo, concluiu-se que produzia-se uma bebida alcoólica pela fermentação dos açúcares contidos na polpa que envolve os grãos, bebida essa que continua a ser feita até hoje em partes da América Latina. Resíduos de chocolate encontrados numa peça de cerâmica maia de Río Azul, na Guatemala, sugerem que já era utilizado como bebida por volta do ano 400 d.C. Documentos maias e astecas relatam que o chocolate era usado tanto para fins cerimoniais como no cotidiano, sendo, no entanto, consumido apenas pela elite.
Por suas reconhecidas propriedades e sua difusão regional, o cacau ganhou grande importância econômica na Mesoamérica na era pré-colombiana. Os Maias usavam os grãos como moeda. Dez favas valiam um coelho e por 100 favas de primeira qualidade adquiria-se um escravo. Durante o Império asteca (1325 a 1521 d.C) sementes de cacau eram uma forma importante de divisas e meio de pagamento de tributos Um dos principais objetivos da expansão imperial dos Astecas na direção sudeste, durante o século XV, havia sido o de controlar as regiões produtoras de cacau no Istmo de Tehuantepec e no litoral sul da Guatemala. Diz um cronista quinhentista que os armazéns de Montezuma II, em Tenochtitlan, continham mais de 40 000 cargas de amêndoas de cacau, algo estimado em torno de 1.200 toneladas. Grande parte desse tesouro destinava-se a pagar o soldo dos guerreiros e também alimentá-los: Bernal Diaz, o soldado de Cortés e narrador da conquista, informou que somente a guarda do palácio consumia diariamente mais de 2 000 taças da bebida. Seu uso como meio de pagamento continuou até o século XX, pois em algumas partes da América Central, o cacau ainda era usado como dinheiro.

### Da América à Europa

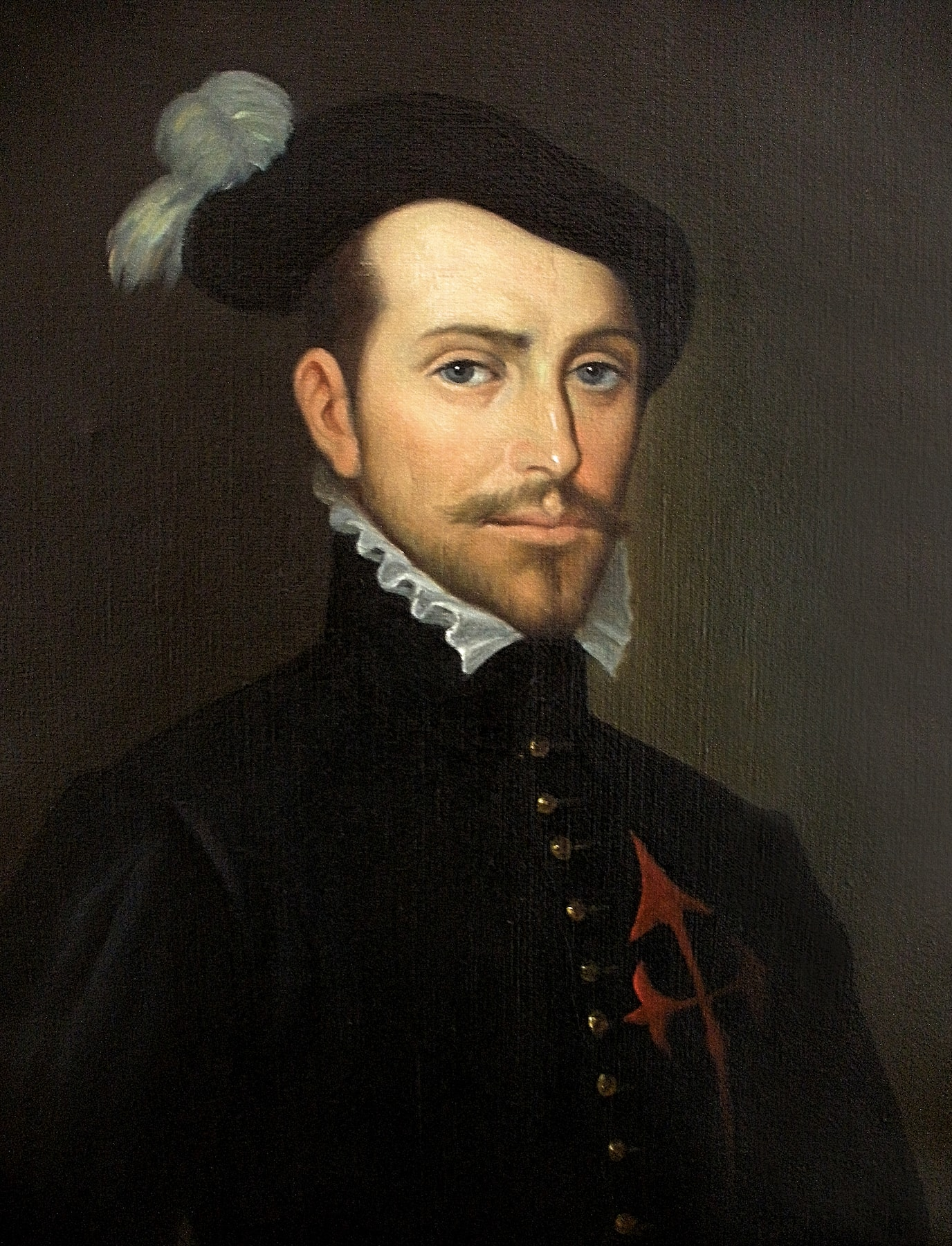
Hernán Cortés, pintura do Museo Naval, Madrid.

Foi no golfo de Honduras que Cristóvão Colombo, em sua quarta viagem (1502), abordou algumas grandes canoas maias carregadas de panos de algodão, armas, utensílios de cobre e amêndoas de cacau que, segundo o navegador, "eles pareciam ter em grande apreço". Contudo, somente com a conquista do império Asteca por Hernán Cortés em 1519 que os espanhóis descobriram sua utilização.
Os indígenas o tomavam na forma de uma bebida fria, sem nenhum adoçante e, naturalmente, sem leite, o que a tornava desagradável ao paladar europeu, que a consideravam muito amarga. A adição de açúcar de cana, canela e anis a fizeram mais apetecível e ela passou a integrar a dieta criolla tornando-se cada vez mais apreciada. Para melhor conservação durante o transporte marítimo, foi adotada uma forma de preparo que já era conhecida dos guerreiros astecas durante suas longas marchas: o pó era prensado em forma de biscoitos ou tabletes, que no momento do consumo eram derretidos em água (no caso dos espanhóis, quente e adoçada). Mesmo assim, os espanhóis presentes no México levaram algum tempo para se acostumar à bebida de cacau. Cortés teve que impor-lhes seu uso, pois, como escreveu ao imperador Carlos V, "uma taça da preciosa bebida permitia aos homens caminhar um dia inteiro sem necessidade de outros alimentos".
Quando Cortés retornou para a Espanha em 1526, deve ter levado diversas amêndoas que foram consumidas fora do continente americano pela primeira vez. O primeiro carregamento comercial ocorreu em 1585 a partir de Veracruz para Sevilha. Por quase 100 anos, o preparo da bebida permaneceu como um segredo espanhol, onde apenas a aristocracia local tinha acesso ao caro produto, até que foi finalmente introduzido na Itália em 1606 e, a partir daí, para a França. Logo a bebida se tornaria popular, e as "casas de chocolate" se espalharam por toda a Europa. Nos séculos XVII e XVIII o chocolate foi considerado tanto um alimento como um auxiliar da digestão. Por longo período, os espanhóis cultivaram cacau na América Central usando escravos africanos.

### Séculos XVII e XVIII

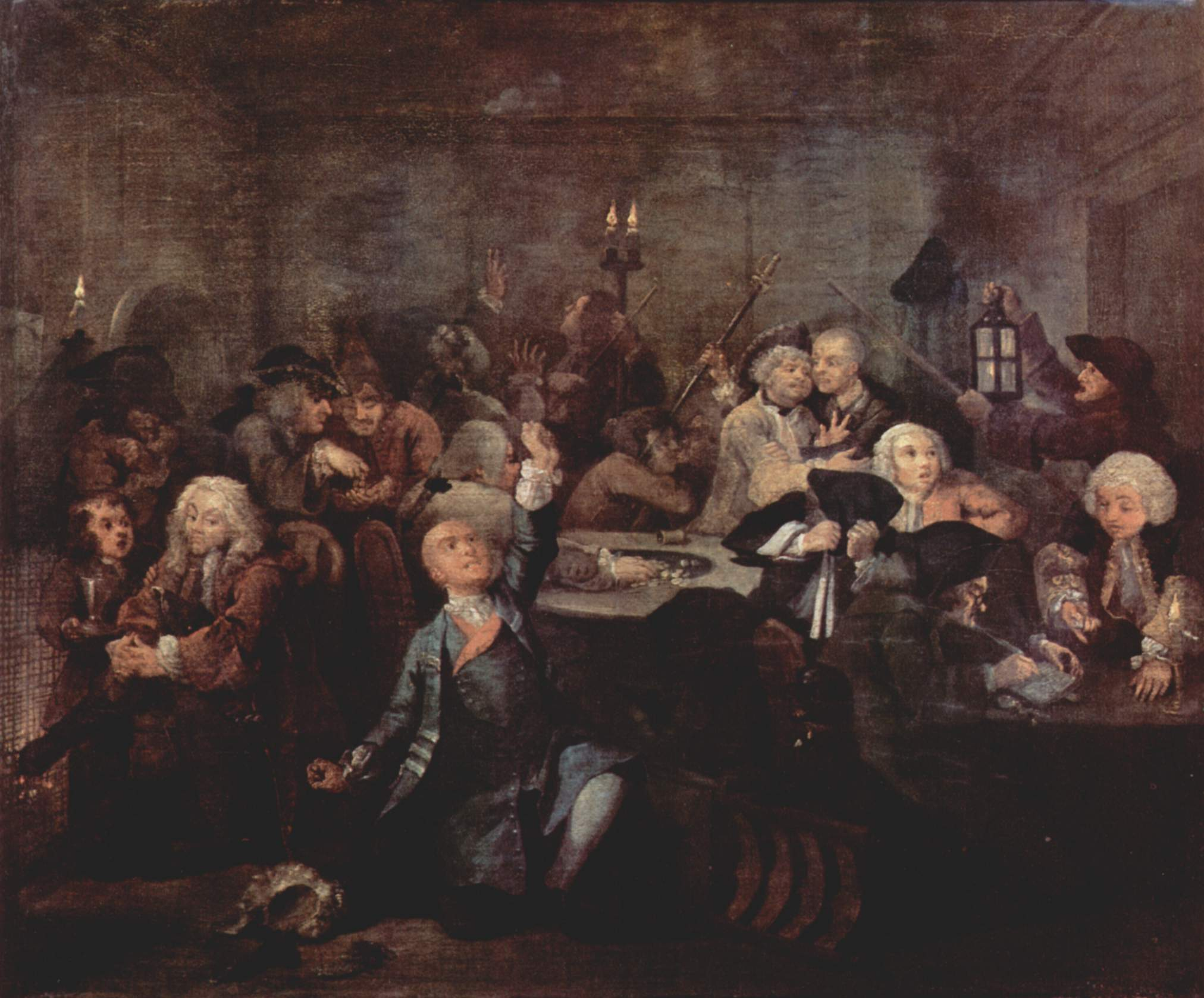
A "Casa de chocolate White's" localizada em Londres serviu como um dos cenário da série de pinturas "Rake's Progress" de William Hogarth.

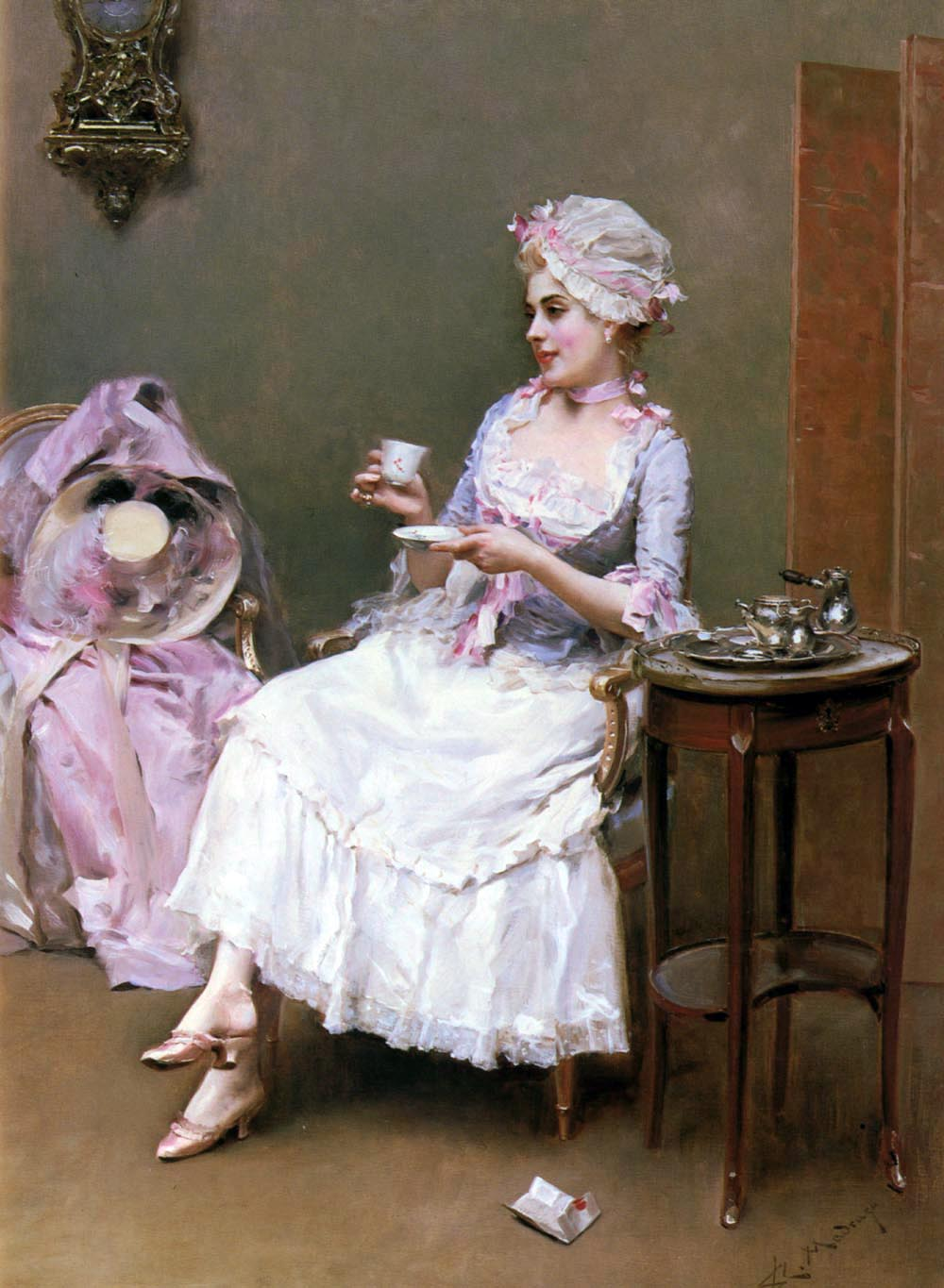
Hot Chocolate (chocolate quente), quadro de Raimundo Madrazo (1841–1920).

Com o passar do tempo a demanda cresceu e já não era mais suficiente a produção do México. Ainda no século XVII, os exportadores espanhóis passaram a introduzir sementes na região de Guayaquil, no Equador, e principalmente na Venezuela. Lá, com a farta mão-de-obra escrava, foi desenvolvido cacau de Caracas, reconhecido por sua qualidade, que era exportado oficialmente pela Compañía Guipuzcoana. Paralelamente a este comércio oficial, o contrabando holandês era fonte de divisas para o porto de Amsterdã. A receita também se reproduzia nas ilhas do Caribe, em Trinidad e São Domingos. Além desses estava começando a ser produzido também pelos portugueses no Pará, com exportações para Hamburgo.
Durante o século XVII o chocolate, consumido inicialmente apenas como bebida, passou a ser usado também em forma de doces. Tornou-se uma iguaria apreciada pela nobreza europeia. Na Inglaterra, a primeira chocolataria foi inaugurada em Londres, em 1657. As "casas de chocolate" britânicas eram idênticas às já florescentes "casas de café". Essas casas eram, muitas vezes, cena de jogos, intrigas políticas e distração, tanto que uma casa de chocolate (a White's) foi um dos cenário da série de pinturas "Rake's Progress" de Hogarth.
Com o aumento do consumo e pelo grande valor do produto, logo a França, Inglaterra e Holanda estavam cultivando cacau nas suas colônias caribenhas e depois em outros lugares do mundo. Com o aumento da produção os preços caíram e a bebida tornou-se ainda mais popular. a produção inglesa se deu após a tomada da Jamaica em 1655, assim, o cacau passou a chegar regularmente e a um custo menor aos cafés londrinos, e quatro anos depois um jornal da cidade publicava a propaganda de um comerciante: "O chocolate, uma excelente bebida das Índias Ocidentais vendida em Queen's - Headelley... é muito apreciado por suas excelentes qualidades. Ele cura e protege o corpo contra muitas doenças, como se lê no livro que também está à venda". No mesmo ano de 1659, Luís XIV concedeu a David Chaliou, oficial da marinha, o privilégio de "fabricar e vender, por 19 anos, uma composição que se chamava chocolate". Nascia, assim, a primeira fábrica francesa de chocolate. Em 1689, o médico Hans Sloane desenvolveu na Jamaica uma bebida à base de leite com chocolate que foi inicialmente usada por boticários. Posteriormente, em 1897, a formulação foi vendida aos irmãos Cadbury.
Já no século XVIII, a expansão da burguesia e do comércio colonial fizeram crescer ainda mais o consumo na Europa, ao lado do chá e do café, alcançando setores cada vez mais amplos da classe média. Em 1772, só em Madri havia 150 moedores de cacau, organizados em corporações inclusive para se defender da concorrência desleal daqueles que o misturavam com amêndoas, pinhões e bolotas. Até então o cacau ainda era moído manualmente, à maneira dos astecas, mas no mesmo ano de 1772, na colônia americana de Massachusetts, surgiu o primeiro moinho hidráulico, do qual o cacau saia em forma de tortas. Em 1765 surge a primeira fábrica de chocolate nos Estados Unidos, a companhia Baker's. Assim nascia uma indústria chocolateira, com os processos mecânicos substituindo os métodos artesanais. Em 1778, o francês Doret desenvolvia uma máquina para moer, misturar e aglomerar a massa de cacau.
Em meados do século XVII, devido ao desastre demográfico e à estagnação econômica, a Nova Espanha havia decaído como principal região produtora. As planícies litorâneas do Equador, da Venezuela e das Antilhas tomaram o seu lugar, ao lado da Amazônia Portuguesa. Durante o século XVIII o cacau era o principal produto exportado pela Amazônia portuguesa: durante a administração jesuítica embarcavam-se anualmente para Portugal 80.000 arrobas (1.200 toneladas), "fora o muito que se gasta na terra e muito mais o que se perdeu por não haver já navios para ele". Nos anos seguintes esse volume caiu pela metade, mesmo assim, entre 1756 e 1777, ainda era responsável por 61% do valor dos embarques da Companhia Geral de Comércio do Grão-Pará e Maranhão, em Belém.

### Século XIX e XX

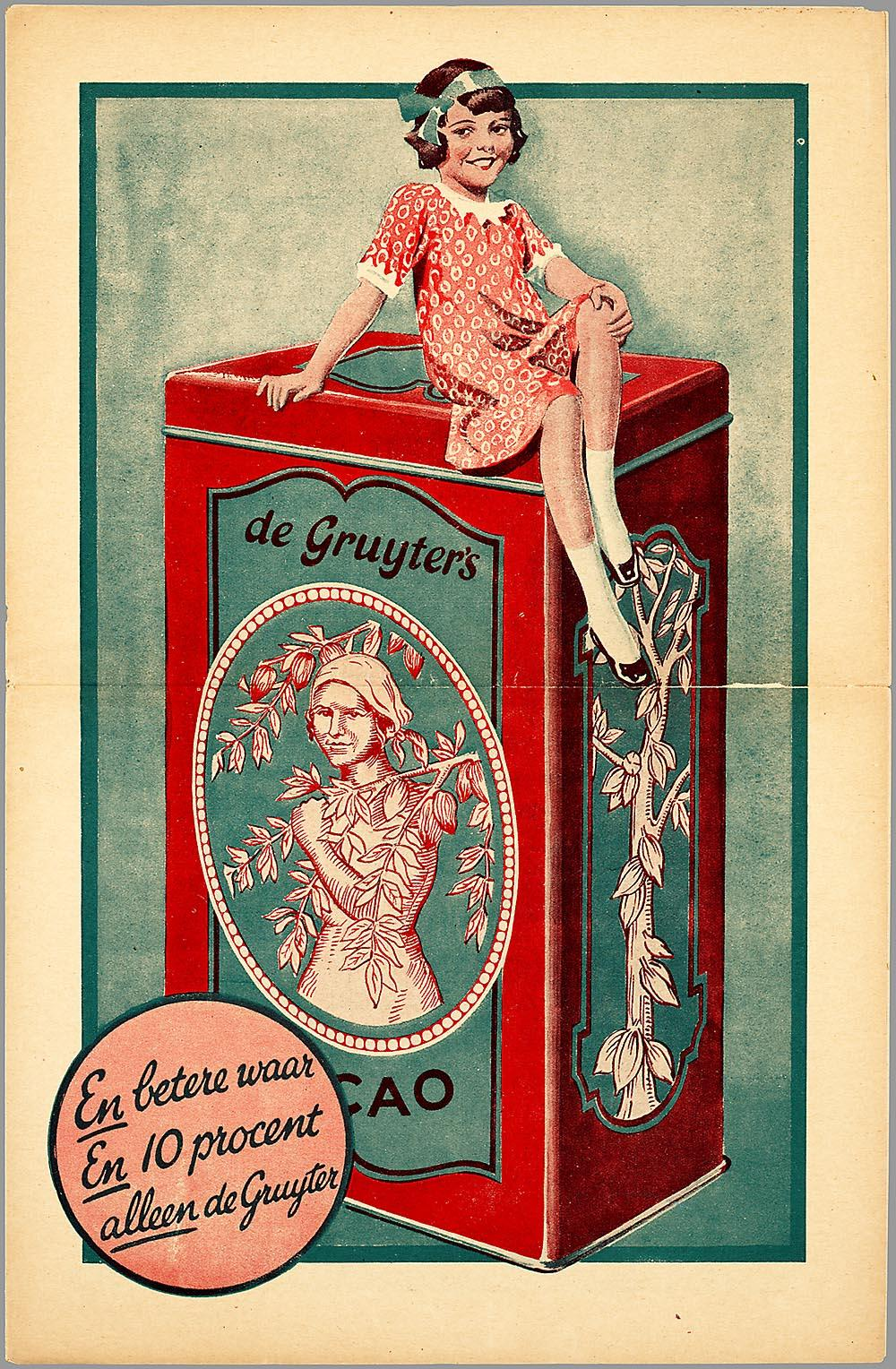
Campanha publicitária de uma fábrica de chocolate feita durante o século XIX.

Na primeira metade do século XIX, os portugueses, que já haviam levado o cacau para o Brasil, que se tornou o maior produtor nos primeiros anos do século XX, o levaram também para a Guiné, de onde ele iria-se difundir para outras colônias europeias da África Ocidental e mais tarde para o Sudeste asiático e para a Oceania. No final do século XX as maiores regiões produtoras estavam na África Ocidental.
Também ao longo dos séculos XIX e XX, o chocolate atingiu elevados níveis de qualidade em função dos diversos aprimoramentos realizados. Paralelamente à elevação da qualidade, os preços caíram atingindo setores maiores da população. Desse modo, seu consumo cresceu de forma acelerada. Em 1850, por exemplo, foram importadas 1.400 tonelada de cacau pela Inglaterra, na virada do século essas importações multiplicaram-se por nove. A partir da segunda metade do século XIX surgiram os primeiros "empresários do cacau". Entre esses destacaram-se membros das famílias Hershey, Caldbury, Fry, Rowntree, Cailler, Suchard, Peter, Nestlé, Lindt e Toble.

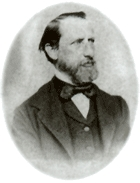
Henri Nestlé, fundador da chocolates Nestlé, foi um dos criadores, juntamente com Daniel Peter, do chocolate ao leite

Em 1819, em Paris, era construída pelo químico francês Pierre Pelletier a primeira fábrica que utilizava o vapor no seu processo de fabricação. No mesmo ano, François-Louis Cailler fundava em Vevey a primeira fábrica suíça de chocolate. Em 1831, Charles-Amédée Kohler estabelecia outra fábrica em Lausanne, também na Suíça. Em 1828 o chocolateiro holandês Coenraad J. van Houten patenteou um método de retirada da gordura das sementes torradas. Com a sua máquina, uma prensa hidráulica, Van Houten conseguiu fabricar o cacau em pó. Depois, tratou esse pó com sais, como carbonatos de potássio ou de sódio, para facilitar sua mistura na água. O produto final tinha uma cor escura e um gosto suave. O cacau em pó tornou possível a fabricação do chocolate sólido. Em 1849, o inglês Joseph Fry produziu a primeira barra de chocolate comestível. Nesse mesmo período foram desenvolvidos vários processos que contribuíram para criar o chocolate como conhecido atualmente. Em 1879, Daniel Peter, chocolateiro suíço, teve a idéia de usar leite condensado, inventado pelo químico Henri Nestlé em 1867, para fazer o chocolate ao leite. Nesse mesmo ano Rodolphe Lindt inventou um processo para melhorar a qualidade dos bombons de chocolate.
Em 1913 foi publicada pela Baker's Company a primeira receita de "tabletes de baunilha", um doce feito com manteiga de cacau, açúcar, leite e baunilha, depois batizada de "chocolate branco" que não leva cacau na fórmula, apenas a gordura tirada da semente. Durante as grandes guerras mundiais o poder energético e antidepressivo do chocolate é reconhecido pelo exército americano e começa a fazer parte da "ração D", levada pelos soldados. Nos EUA, em 1941, Forrest Mars lança o M&M's, pastilhas de chocolate recobertas com uma camada de açúcar colorido. Ele tinha visto soldados espanhóis comerem algo parecido durante a Guerra Civil Espanhola. Atualmente a Mars é a maior compradora de cacau do mundo.
Atualmente as grandes empresas têm passado por um processo de fusões e aquisições, o que tem impulsionado uma transformação na indústria dos doces. Após do negócio entre a Mars e a Wrigley, ocorreram outras 24 fusões de empresas menores. Além disso, a americana Hershey's e a inglesa Cadbury, duas das maiores do mundo, também negociam os termos de uma fusão da qual sairiam com 15% do mercado e o primeiro lugar no ranking mundial. Juntas, a Mars e a Wrigley ficaram com 14,4%.

### O chocolate no Brasil

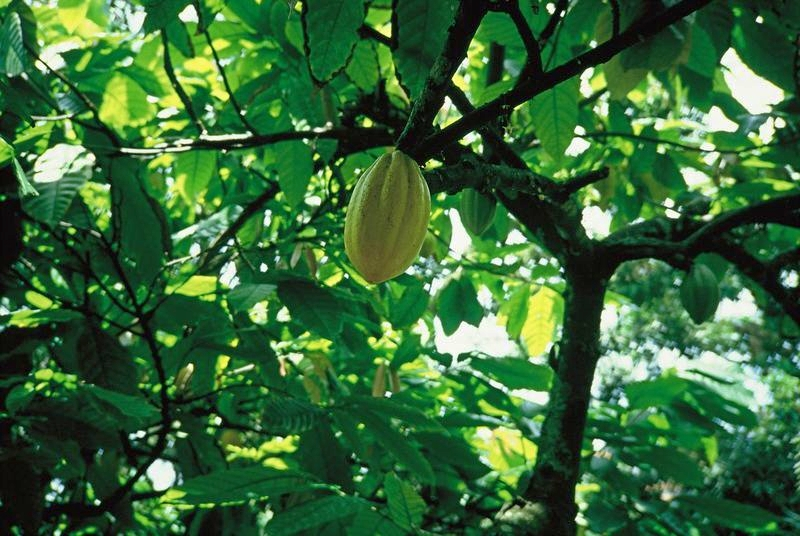
Cultivo de cacau em Ilhéus.

Apesar de ter sua origem no continente americano, a produção e o consumo de chocolate no Brasil foi introduzido pela colonização dos europeus que já haviam aprimorado suas formas de produção e consumo. A cultura cacaueira foi introduzida no Brasil no século XVII pelos portugueses, sendo um importante produto da Amazônia Portuguesa A partir do Brasil levaram também a Guiné, de onde ele iria-se difundir para outras colônias europeias da África Ocidental e mais tarde para o Sudeste asiático e para a Oceania. O cultivo brasileiro em larga escala teve início no século XIX, na região de Ilhéus, no sul da Bahia. As condições climáticas adequadas fizeram com que o país liderasse a produção mundial de cacau no período entre 1905 e 1910. Em 1993 a produção mundial de cacau in natura era de 2,5 milhões de toneladas (duas mil vezes maior que o tesouro de Montezuma), procedentes em 75% de cinco países: Costa do Marfim (840 000 toneladas), Brasil (300 000), Indonésia (280 000), Gana (240 000) e Malásia (195 000). Na safra internacional de 2000/2001 em função da existência de pragas na cultura, especialmente a vassoura-de-bruxa o Brasil passou a ocupar o 5º lugar, com uma produção de 150 000 toneladas.
Somente a partir da segunda metade do século Século XIX algumas fábricas foram instaladas no Brasil. Em Porto Alegre os irmãos Franz e Max Neugebauer, imigrantes alemães, juntamente com o sócio Fritz Gerhardt fundaram a empresa Neugebauer Irmãos & Gerhardt em 1891, tendo sido a mais antiga fábrica brasileira de chocolate. Em 2008, a Nestlé, a Kraft e a Garoto detinham 90% do mercado brasileiro, enquanto a Mars conta com 3% e o restante do mercado é tomado por centenas de companhias regionais A Kraft Foods é a segunda maior fabricante de chocolates do Brasil, com 35,8% das vendas em 2009, segundo a Nielsen, atrás apenas da Nestlé e de sua controlada, a Garoto, que têm 22,5% e 22% do mercado, respectivamente. Além dessas existem outras marcas, são 21 redes que trabalham com chocolate e buscam expansão através de franchising. Atualmente o Brasil é o quarto produtor mundial de chocolate. Um teste realizado pela PRO Teste, em Novembro de 2010, com algumas marcas brasileiras de chocolate ao leite revelam que o chocolate produzido no Brasil possui boa higiene e qualidade nutricional também possuindo um bom sabor, entretanto a organização reivindica das autoridades que regras mais claras sejam definidas para garantir a qualidade e a identidade dos chocolates, haja vista a quantidade elevada de sacarose.